# MoonMadness
MoonMadness es una banda finlandesa de heavy metal formada en 2001 en Tampere formada por el bajista Juha Leppäharju y el batería Antto Tuomainen. Desde entonces la banda tiene un estilo de heavy metal y rock melodramático que mezcla desde influencias de los años 70 y 80 hasta metal contemporáneo.

## Historia

### Primeros años
MoonMadness tuvo su punto de partida inicial cuando Otto y Juha querían empezar de cero una nueva banda sobre una base totalmente nueva. Al final del año 2001 Turkka fue fichado como teclista, quien fue visto tocando en un bar local. Una interpretación instrumental de una canción de Iron Maiden tocada con un órgano, bajo y batería fue lo que convenció a Otto y Juha para entrar en la banda. El vocalista Satu Jaronen se unió en verano de 2003, y posteriormente en la primavera de 2004 la alineación fue completada con el batería Ari Toikka. Unas pocas semanas después en abril, MoonMadness tocaron en su primer concierto. La banda grabó una demo en vivo de su segundo concierto, en julio de 2004. En febrero de 2006 MoodMadness lanzó su primer sencillo titulado «Thunder», que obtuvo críticas positivas en todo el mundo. Sin embargo, debido a sus otros compromisos, a Ari le resultó imposible encajar a MoonMadness en su calendario, por lo que en el mismo mes pasó el puesto de batería a Antto Nikolai.

### Stroke of Midnight
A los pocos meses Satu salió de la banda y después de una larga búsqueda Heidi se hizo cargo de las tareas vocales a finales del verano de 2006. Durante el otoño la banda empezó a trabajar en un álbum, y posteriormente le siguieron varios conciertos por el país. El tercer concierto de Heidi en diciembre fue filmado y más tarde, un vídeo en directo de la canción «Ain't no angel» tomó parte del sencillo «Stroke of Midnight», que entró en el top 20 de las cartas finlandesas en mayo de 2007.

### All in Between
Cuando el álbum, que contenía un total de 10 canciones, estaba en su etapa final de producción a principios de 2008, la banda hizo un video musical de la canción «Shot Through the Wing», que se estrenó en televisión a nivel nacional en abril. El álbum fue titulado como All in Between, y fue lanzado en Finlandia el 7 de mayo de 2008. Durante la gira primaveral en ciudades finlandesas, la banda tocó en el Sauna Open Air Metal Festival, y justo una semana después en el Estadio Olímpico de Helsinki, donde fueron los teloneros de Bon Jovi el 16 de junio.
A finales del año 2008 se importaron ejemplares del álbum a las costas japonesas, lo que aumentó el interés del álbum All In Between. Finalmente la banda firmó un contrato en Japón con la discográfica SoundHolic en mayo de 2009. Desde entonces la banda empezó a tocar conciertos fuera de su país natal, siendo el primer espectáculo que MoonMadness tomó el extranjero en octubre de 2009 en San Petersburgo.

## Miembros

### Miembros actuales
- Heidi Bergbacka - vocalista (2006-)
- Otto Hallamaa - guitarrista (2001-)
- Juha Leppäharju - bajista (2001-)
- Antto Tuomainen - batería (2006-)
- Turkka Vuorinen - teclista (2001-)

### Antiguos miembros
- Satu Jaronen - vocalista (2003-2006)
- Ari Toikka - batería (2004-2006)

## Discográfica
- 2005: Demo 2005 - Demo
- 2005: Away From Home - DVD[6]
- 2006: «Thunder» - Sencillo
- 2007: «Stroke of Midnight» - Sencillo
- 2008: All in Between - Álbum de estudio